# Андреевский (Советский район)
Андреевский — хутор в Советском районе (городском округе) Ставропольского края Российской Федерации. Находился в составе муниципального образования «Сельское поселение Солдато-Александровский сельсовет» (упразднено 1 мая 2017 года).

## География
Расстояние до краевого центра: 160 км. Расстояние до районного центра: 28 км.

## Население
| 1989 | 2002  | 2010 | 2014  |
| ---- | ----- | ---- | ----- |
| 788  | ↗1114 | ↘855 | ↗1000 |

По данным переписи 2002 года, 80 % населения — русские.

## Образование
- Детский сад № 17 «Золушка»[7]
- Средняя общеобразовательная школа № 15. Открыта 1 сентября 1986 года[8]

## Памятники
- Братская могила 3 советских воинов, погибших за освобождение пос. Андреевка от фашистских захватчиков. 1943, 1945, 1987 годы[9]

## Кладбище
Сельское кладбище (общественное открытое). Площадь участка 5505 м².